# Melle van Essen
 (octobre 2018).
Si vous disposez d'ouvrages ou d'articles de référence ou si vous connaissez des sites web de qualité traitant du thème abordé ici, merci de compléter l'article en donnant les références utiles à sa vérifiabilité et en les liant à la section « Notes et références ».
Melle van Essen, né en 1963 à Amsterdam, est un directeur de la photographie et réalisateur néerlandais.

## Filmographie

### Cinématographie
- 1985 : Pervola, Tracks in the Snow de Orlow Seunke[2]
- 1994 : Xime de Sana Na N'Hada[3]
- 1993 : Isingiro Hospital de Hillie Molenaar et Joop van Wijk
- 1993 : It’s Been a Lovely Day de Jos de Putter[4]
- 1997 : Lágrimas negras de Sonia Herman Dolz[5]
- 2003 : Everything Has a Reason de Pieter Verhoeff
- 2004 : Echoes of War de Joop van Wijk[6]
- 2005 : Knowledge for Life de Sander Francken[7]
- 2005 : Souls of Naples de Vincent Monnikendam
- 2007 : Lipari de Frank van den Engel[8]
- 2007 : Between Heaven and Earth de  Frank van den Engel et Willemijn Cerutti
- 2008 : The Last Days Of Shishmaref de Jan Louter
- 2009 : The Reckoning: The Battle for the International Criminal Court de Pamela Yates
- 2009 : Varese: The One All Alone de Frank Scheffer[9]
- 2010 : The Taste of the Soul de Robbert So Kiem Hwat
- 2010 : Leaving Mandela Park de Saskia Vredeveld
- 2010 : Bardsongs de Sander Francken[10]
- 2011 : Hypnagogia: The Borderland State de Frank Scheffer[11]
- 2011 : Granito de Pamela Yates
- 2011 : Tiger Eyes de Frank Scheffer
- 2012 : Gozaran - Time Passing de Frank Scheffer[12]
- 2013 : Off Ground de Boudewijn Koole[13]
- 2014 : Disruption de Pamela Yates[14]
- 2014 : Boys de Mischa Kamp[15]
- 2016 : Beyond Sleep de Boudewijn Koole[16]
- 2017 : 500 Years de Pamela Yates[17]
- 2017 : In Blue de Jaap Van Heusden
- 2019 : Kapsalon Romy de Mischa Kamp

### Réalisateur
- 2007 : Landscapes Unknown (II) : co-réalisé avec Riekje Ziengs

### Clip vidéo
- 2012 : I Fink U Freeky du groupe sud-africain Die Antwoord de Roger Ballen et Ninja[18]